# Hands Across America
Hands Across America est un événement caritatif doublé d'une campagne publicitaire organisé le dimanche 25 mai 1986 dans lequel environ 6,5 millions de personnes se sont tenu la main dans une chaîne humaine pendant quinze minutes tout au long d'un itinéraire traversant les États-Unis et reliant New York à Los Angeles. De nombreux participants ont donné dix dollars pour réserver leur place dans la chaîne ; les fonds ont été reversés à des œuvres caritatives locales pour lutter contre la faim et le sans-abrisme et aider les personnes en situation de pauvreté. 
Afin de permettre à un maximum de personnes de participer, le parcours reliait plusieurs grandes villes. Tout comme il y avait des sections où la "ligne" comptait six à dix personnes de profondeur, il y avait aussi de nombreuses ruptures dans la chaîne. Cependant, suffisamment de personnes ont participé et, si la moyenne de tous les participants avait été comptabilisée et qu'ils auraient été répartis uniformément le long du parcours, une chaîne ininterrompue à travers les 48 États contigus aurait pu être formée. 
Hands Across America a collecté un total de 34 millions de dollars. Selon le New York Times, seulement quelque 15 millions de dollars ont été distribués après déduction des coûts de fonctionnement.     

## Villes

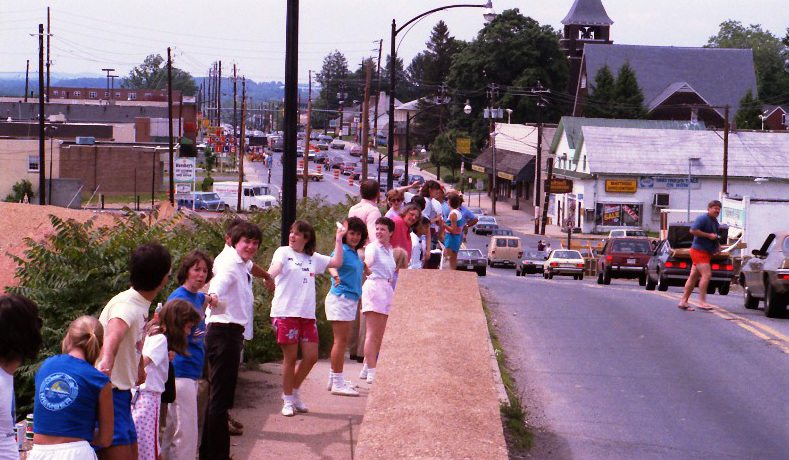
L'action "Hands Across America" à Gaithersburg, en mai 1986.

Nombreuses sont les villes situées le long de l'itinéraire où des célébrités ont participé à l'événement. 
- New York, avec Brooke Shields, ainsi que Liza Minnelli, le cardinal John O'Connor, Susan Anton, Gregory Hines et Edward James Olmos, Yoko Ono et Harry Belafonte ancrant le pont George-Washington.
- Trenton, au New Jersey, (avec Dionne Warwick et Tony Danza).
- Philadelphie, en Pennsylvanie, (avec Jerry Lewis et Scott Baio).
- Baltimore, au Maryland, (avec R2-D2 (Kenny Baker) et Emmanuel Lewis). La première rupture dans la chaîne à l'ouest de New York aurait eu lieu dans le Maryland.
- Washington, DC (avec le président Ronald Reagan à la Maison-Blanche et le président de la Chambre Tip O'Neill au Capitole des États-Unis).
- Pittsburgh, Pennsylvanie (avec Fred Rogers et Pirate Parrot de Pittsburgh).
- Youngstown, Ohio (avec Michael Jackson).
- Cleveland, Ohio (avec David Copperfield).
- Toledo, Ohio (avec Jamie Farr).
- Columbus, Ohio (avec Michael J. Fox).
- Cincinnati, Ohio (avec Chewbacca le Wookiee).
- Indianapolis, Indiana (s'est produite sous la pluie, à côté de l'Indy 500).
- Champaign, Illinois (avec Walter Payton).
- Chebanse, Illinois : un champ de maïs, le centre de la nation, situé dans le centre de l'Illinois a accueilli 16 000 personnes, le Silver Nickel Band et le DJ Gerald Welch.
- Springfield, Illinois (avec cinquante imitateurs d'Abraham Lincoln).
- St. Louis, Missouri (avec Kathleen Turner sous la Gateway Arch).
- Memphis, Tennessee (avec 54 imitateurs d'Elvis Presley).
- Little Rock, Arkansas (avec le gouverneur Bill Clinton).
- Amarillo, Texas (avec Kenny Rogers, Renegade, Lee Greenwood et Tony Dorsett à la frontière avec le Nouveau-Mexique).
- Albuquerque, Nouveau-Mexique (avec Don Johnson).
- Phoenix, Arizona (avec Ed Begley Jr.), mais les zones désertiques étaient pour la plupart vides, parsemées de longues chaînes de personnes d'un mile (1,6 km). Les chauffeurs routiers ont sonné du klaxon à l'heure convenue).
- San Bernardino, Californie (avec Bob Seger et Charlene Tilton).
- Santa Monica, Californie (avec George Burns, Jack Youngblood, Dudley Moore, Richard Dreyfuss et Donna Mills).
- Long Beach, Californie (avec Mickey Mouse, Dingo, le révérend Robert Schuller, Kenny Loggins, Joan Van Ark, John Stamos, Robin Williams et C-3PO (Anthony Daniels), soutenus par Papa Doo Run Run[2]).

## Sponsors
Au total, ce sont plus de 700 entreprises et plus d'une centaine de célébrités qui ont pris part à l'événement.